# Matyas Eorsi

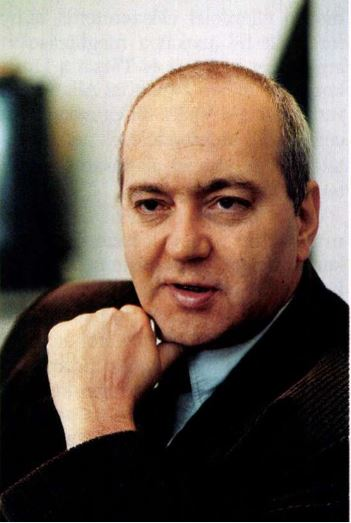
Mátyás Eörsi in 2005

Mátyás Eörsi (Boedapest, 24 november 1954) is een Hongaars politicus die anno 2009 leider is van de liberale ALDE-fractie van het Parlement van de Raad van Europa (Parliamentary Assembly of the Council of Europe, PACE), waarvan hij al sinds 1994 lid was. Op 6 maart 2009 droeg de Hongaarse regering hem voor voor de functie van secretaris-generaal van genoemde Raad.

## Opleiding en persoonlijke achtergrond
Eörsi werd in Boedapest geboren als telg van een seculier joods geslacht; zijn grootmoeder, Ernőné Hajdu Fanni Auer, was een sociaaldemocratisch parlementslid van 1945 tot 1948. Ze werd gearresteerd en gemarteld door het Szálasi regime tijdens de laatste maanden van de oorlog. Als democraat was ze een van de 350.000 mensen die vanaf 1946 slachtoffer waren van de zuiveringsacties van het Rákosi regime. Ze ging opnieuw de gevangenis in en werd weer gefolterd. De vrouw die haar gedurende beide regimes martelde was steeds dezelfde. De vader van Eörsi, Gyula Eörsi, was hoogleraar recht en auteur van verscheidene boeken. Hij leverde een belangrijke bijdrage aan het Wereldhandelsverdrag. Zijn moeder, Marianna Eörsi, was leraar Hongaarse taal- en letterkunde aan het gymnasium. Eörsi is een neef van de Hongaarse auteur en voormalig dissident István Eörsi.
Eörsi zelf doorliep het Kossuth Zsuzsa Gymnasium in Boedapest en studeerde hier rechten aan de Loránd Eötvös-universiteit (ELTE); hij studeerde in 1979 af.

## Loopbaan
Eörsi begon zijn carrière als juridisch adviseur bij een Hongaars staatsbedrijf in internationale handel. In 1987 richtte hij zijn eigen advocatenkantoor op, Eörsi & Partners. Zijn bedrijf, een van de eerste private advocatenkantoren in Hongarije, was onder meer gespecialiseerd in handelsrecht en werd al snel een van de toonaangevende kantoren in Boedapest. Hij is tegenwoordig nog altijd als bemiddelaar verbonden aan het Arbitragehof van de Hongaarse Kamer van Handel en Industrie.

## Politieke loopbaan
In 1988 was Eörsi een van de oprichters van de liberaal-democratische SzDSz, een van de eerste democratische partijen in Hongarije. Als zodanig was hij betrokken bij de zogenoemde Nationale Onderhandelingen, een reeks van onderhandelingen tussen de Communistische Partij en de oppositie over de richtlijnen en wetten waarlangs de overgang naar het democratische systeem moest verlopen. Een jaar later was hij, als lid van de CKC (Centrale Kies Commissie), medeverantwoordelijk voor een historisch referendum over cruciale constitutionele zaken. In 1989 werd Eörsi gekozen tot parlementslid, tijdens de eerste vrije algemene verkiezingen van Hongarije. Gedurende zijn eerste parlementaire termijn was hij lid van de Constitutionele Commissie, waarin de meeste wetten voor de constitutionele verandering werden voorbereid en aangenomen. In dezelfde periode was hij tevens lid van het EU-integratie Commissie.
Eörsi werd in 1990 in het Hongaarse parlement gekozen. Sindsdien is hij parlementslid. In 1997 was hij gedurende bijna twee jaar Politiek Staatssecretaris van Buitenlandse Zaken. In 1994 werd Eörsi voorzitter van de Commissie voor Buitenlandse Zaken van het Hongaarse Parlement en in 1997 werd hij benoemd tot Politiek Staatssecretaris (Eerste Vice-Minister) van Buitenlandse Zaken. Na de toetreding van Hongarije tot de Europese Unie (2004), werd Eörsi voorzitter van de Commissie voor Europese Zaken, een positie die hij, anno 2009, nog steeds bekleedt.

## Internationale functies, Raad van Europa
Eörsi werd in 1994 lid van het Parlement van de Raad van Europa (PACE). De PACE stelde hem nu in staat te werken aan wat hij ziet als zijn persoonlijke missie: het helpen bij politieke veranderingen en het scheppen van de juiste omstandigheden om tot een democratie te komen waarin mensenrechten en rechtsregels worden gewaarborgd.
Omdat Eörsi optreedt als pleitbezorger voor de democratie, heeft hij, onder meer op uitnodiging van de NDI (National Democratic Institute for International Affairs) in Washington, veel reizen ondernomen ter ondersteuning van democratische ontwikkelingen in Europa en daarbuiten. Gedurende deze reizen maakte hij landen als Albanië, Letland en landen in de Zuid- Kaukasische regio deelgenoot van de Hongaarse ervaringen met de overgang naar het democratische stelsel. Later volgden ook Zuid-Afrika, Burundi, Indonesië, Mali en Montenegro. Verder was hij betrokken bij vredesbesprekingen tussen Palestijnen en Israëli's. In 2007 bezocht hij zelfs Cuba om de Hongaarse ervaringen en strategieën te delen met de oppositie.
Voor PACE begeleidt Eörsi als rapporteur sinds 2000 de democratische hervormingen in Georgië en is hij vele malen voorzitter geweest van waarnemersmissies bij verkiezingen. Hij presenteerde verscheidene rapporten voor PACE. Noemenswaard zijn het rapport over Cyprus (2004) dat door alle betrokken partijen werd gesteund, hetgeen in de geschiedenis van het parlement nog niet eerder was voorgekomen. Zijn recente rapport over de Houding tot herdenkingsmonumenten in het licht van de verschillende historische interpretaties (2009), werd eveneens met instemming ontvangen en geprezen door zowel Estlanders als Russen. Zijn rapport over de Balkan, ten slotte, in 2006, voorzag in een allesomvattend pakket van aanbevelingen voor Europese hulp aan de burgers van de Balkanlanden.

## Familie
Zijn vrouw, Katalin is een biologe, verbonden aan het Chemisch Onderzoekscentrum van de Hongaarse Academie van Wetenschappen. Ze hebben drie kinderen.